# فی عقاب
فی عقاب یک ستاره است که در صورت فلکی عقاب قرار دارد.